# Phenatoma roseum
Phenatoma roseum é uma espécie de gastrópode do gênero Phenatoma, pertencente a família Borsoniidae.